# Скрипово (Архангельская область)
Скрипово — деревня в Плесецком районе Архангельской области, в составе Тарасовского сельского поселения, часть упразднённого села Церковное. Являлось его административным центром.

## География
Находится рядом с деревней Бархатиха, на возвышенности. Высота её над уровнем моря 87 м. Вблизи протекает река Шорда. На берегу напротив находится деревня Горка. Моста на противоположный берег нет, жители сооружают на летне-осенний период пешеходный мостик, называемый лавой.

## Население
| 2002 | 2010 | 2012 |
| ---- | ---- | ---- |
| 14   | ↘2   | ↗10  |

## Инфраструктура
В деревне находится отделение Почты России «Скрипово» с канцелярской лавкой и 2 частных магазина. Есть клуб, но он в настоящее время закрыт. Есть автобусное сообщение с деревней Подволочье (бывшее село Тарасово) и посёлком Плесецк, центром района. Установлена крытая автобусная остановка. На двух домах установлены таксофоны.

## Достопримечательности
Около клуба находится мемориал на братской могиле красных партизан, а в аллее, ведущей к клубу стоит памятник жертвам иностранной интервенции.

## История
Деревня впервые упоминается в 1556 году в Сотных книгах Каргопольского уезда. В годы Гражданской войны и интервенции деревня сильно пострадала от снарядов.

### Карты
- Скрипово. Публичная кадастровая карта